# Folkliga koraler
Folkliga koraler är en typ av äldre melodier till psalmer, som uppstått och omformats på olika håll i landet men i stort försvann ut ur kyrkans gudstjänster under 1800-talet. Från och med 1986 års utgåva finns ett 30-tal folkliga koraler från Dalarna med i Svenska Kyrkans psalmbok.
Efter reformationen på 1500-talet infördes församlingssång i svenska kyrkor. Under lång tid fanns dock ingen centralt fastställd koralbok, så man kan på goda grunder anta att psalmsången blev påverkad av både den katolska tidens mässor och lokala traditioner. 
År 1697 utgav svenska kyrkan den första fastställda koralboken med noter till psalmerna. I den kyrkliga sången finns det något förenklat två alternativa principer för förhållandet mellan text och melodi. Den ena är den gregorianska sången där tonen kan glida mellan olika tonhöjder på samma stavelse. Den andra är syllabisk, vilket innebär att varje stavelse skall ha en egen ton. 1695 års koralbok stämmer inte exakt mellan text och noter enligt syllabisk princip, och sångaren måste därför lägga till toner enligt eget huvud för att kunna sjunga texten. Dessutom saknade många landsbygdskyrkor orgel; exempelvis Mora kyrka fick sin första orgel så sent som 1913. Få om ens någon kunde sjunga efter noter. Klockaren eller någon annan duktig sångare hade därför som uppgift att leda sången genom att vara försångare, och detta ökade möjligheten till lokala variationer. Ibland var klockaren utanför kyrkan en sockenspelman när det behövdes dansmusik. Influenserna mellan kyrkomusik och spelmansmusik gick åt båda håll. Urgammal dorisk kyrkotonart är till ex en vanlig skala i gammal folkmusik.
Baksidan av ovan beskrivna situation var att psalmsången i vissa kyrkor troligen lät ganska kaotisk. I början av 1800-talet utgavs på uppdrag av Kungliga Musikaliska Akademien en ny koralbok, Haeffners koralbok, sammanställd av den från Tyskland invandrade musikern Johann Christian Friedrich Haeffner. Hans musikaliska ideal var, när han skrev koralboken, en ton per stavelse som i psalmen Vår gud är oss en väldig borg, i långsamt tempo "utan onödiga utsmyckningar"; gärna som körsång i fyra stämmor. Dessutom var det så att Kungliga Musikaliska Akademien ville ha ett nästan ofattbart långsamt tempo. De melodier som duktiga försångare ville sjunga var mer utsmyckade (krusade) och med dagens öron säkert mer musikaliskt intressanta.  Resultatet blev i många fall att melodierna lät mycket tråkigare än de melodier som duktiga försångare tidigare hade sjungit. Dessutom hamnade kantorerna i konflikt med församlingar som ville sjunga psalmerna på gammalt vis. Ända fram till våra dagar har det levt kvar en tradition i Svenska kyrkan att orgeln spelar psalmen med ett tempo och rytm som avsevärt avviker från hur församlingen faktiskt sjunger. 
De folkliga koralerna fick också försvarare. Psalmdiktaren Johan Olof Wallin såg till att det inte blev ett tvång för församlingarna att införa Haeffners koralbok. I ett brev 1828, till en präst i Säters församling, skrev Haeffner själv att om han hört psalmsången i Mora kyrka innan han gjort koralboken så hade den blivit annorlunda. I frågan om hur hårt man skulle verka för en likformig psalmsången gick Kungliga Musikaliska Akademin enligt Anders Dillmars avhandling mycket längre än Haeffner själv. 
Karl Sporr med flera har upptecknat cirka 400 melodivarianter från Dalarna, där de folkliga koralerna levde kvar längst. Finn Karin från Mora, död 1912 och Linjo Jonas från Malung räknas som två av de främsta traditionsbärarna. 
Prästen Jörgen Dicander har samlat dalakoraler och andra andliga sånger i flera böcker. Det finns även uppteckningar och inspelningar från andra delar av landet.